# Traktaten i Habenhausen
Traktaten i Habenhausen var resultatet av fredsförhandlingar efter andra bremiska kriget mellan Sverige och staden Bremen.
:Förhandlingarna i Habenhausen inleddes den 15 november 1666, och när traktaten stod klara var huvudvillkoren: 
- Bremen förbehåller sig rätten att lyda direkt under den tysk-romerske kejsaren men skall inte besöka riksdagen före år 1700. Staden skall heller inte använda titeln riksstad i offentliga handlingar inom denna tid.
- Bremen skall betala skatt såväl till den svenska kronan som till den tysk-romerske kejsaren.